# Плестер, Рик
Рик Плестер (англ. Rick Plester) — музыкант, наиболее известный по участию в группе Black Symphony, а также хоккеист. Трёхкратный лауреат канадского национального конкурса гитаристов Canada Guitar Wars, лауреат подобного конкурса в Лос-Анджелесе.

## Биография
Рик Плестер являлся хоккеистом. После переезда в Лос-Анджелес создал собственную студию, где занимался продюсированием и созданием музыкальных заставок для различного рода телешоу и хоккейных матчей.
В 1992 году основал пауэр\прогрессив-метал группы Black Symphony. После выпуска в 1998 году дебютного одноимённого альбома, группа отправилась в турне по Европе.